# Gmina Prgomet
Gmina Prgomet (chorw. Općina Prgomet) – gmina w Chorwacji, w żupanii splicko-dalmatyńskiej. W 2011 roku liczyła 673 mieszkańców.

## Miejscowości
Gmina składa się z następujących miejscowości:
- Bogdanovići
- Labin
- Prgomet
- Sitno
- Trolokve